# Westminster (Luisiana)
Westminster es un lugar designado por el censo ubicado en la parroquia de East Baton Rouge en el estado estadounidense de Luisiana. En el Censo de 2010 tenía una población de 3008 habitantes y una densidad poblacional de 1.022,36 personas por km².

## Geografía
Westminster se encuentra ubicado en las coordenadas 30°24′29″N 91°5′26″O / 30.40806, -91.09056. Según la Oficina del Censo de los Estados Unidos, Westminster tiene una superficie total de 2.94 km², de la cual 2.94 km² corresponden a tierra firme y (0%) 0 km² es agua.

## Demografía
Según el censo de 2010, había 3008 personas residiendo en Westminster. La densidad de población era de 1.022,36 hab./km². De los 3008 habitantes, Westminster estaba compuesto por el 84.18% blancos, el 10.17% eran afroamericanos, el 0.2% eran amerindios, el 2.96% eran asiáticos, el 0% eran isleños del Pacífico, el 1.5% eran de otras razas y el 1% pertenecían a dos o más razas. Del total de la población el 4.09% eran hispanos o latinos de cualquier raza.